# Мушкарци без жена (књига)
Мушкарци без жене (јап.女のいない男たち, Onna no inai otokotachi) је збирка кратких прича јапанског аутора Харукија Муракамија први пут објављена 18. априла 2014., преведена је и објављена на енглески језик 9. маја 2017. године. Приче су о мушкарцима који су током живота губили жене обично због других мушкараца или смрти. Збирка дели име са другом по реду збирком кратких прича Ернеста Хемингвеја. У српском преводу, објављена је у издању издавачке куће Геопоетика

## Радња

### "Drive My Car"
Кафуку, глумац ветеран и удовац, унајмљује двадесетчетворогодишњу возачицу Мисаки Ватари да га вози по Токију јер му је одузета дозвола због вожње под утицајем алкохола и глаукома. Током њиховог путовања, Кафуку јој повремено прича о свом глумачком животу и ванбрачним везама своје покојне супруге. Једна прича укључује како се спријатељио са њеним последњим љубавником, Такацукијем, са намером да му науди. Међутим, током њиховог шестомесечног пријатељства које су углавном проводили у опијању у локалним баровима, он никада није успео да извуче било какву информацију и уместо тога саосећа са Такацукијевим запажањима. Такође никада не сазна за мотиве преваре од стране своје жене, називајући то „слепом тачком“ у свом познавању ње. Након што је чула његову причу, Мисаки примећује да можда афере његове жене нису имале никакве везе са љубављу и да је то био довољно добар разлог да учини то. Након што је размотрио ове предлоге, он заспи док она наставља да вози.

### "Yesterday"
Танимура се сећа времена у својим раним двадесетим када је радио у ресторану са својим пријатељем Китаруом. Китару има неколико идиосинкразија због којих се његова девојка Ерика осећа нелагодно у њиховој вези; говори на Кансај дијалекту упркос томе што је цео живот провео у Токију, не жели да напорно учи упркос томе што има универзитетске аспирације, и чини се да је асексуалан око ње. Једног дана, Китару предлаже Танимури да оде на „састанак“ са Ериком, на шта Танимура невољно пристаје. На свом састанку, обоје причају о свом личном животу. Танимурина девојка није могла да му се посвети, док Ерика признаје да се виђа са другим мушкарцем због Китаруове апатије. Упркос својој „неверности“, она признаје да Китару заузима посебно место у њеном срцу и да има живописне снове о њима као о пару. Танимура препричава своје искуство са њом Китаруу током њихове следеће смене, изостављајући одређене детаље. Недељу дана касније, Китару даје отказ и Танимура губи контакт и са Китаруом и са Ериком.
Шеснаест година касније, у својим тридесетим, Танимура види Ерику на дегустацији вина. Он открива да је ожењен, али Ерика је и даље сама. Колико она зна, Китару је суши кувар у Денверу и такође је још увек сам. Он наставља да пита да ли је имала секс са мушкарцем којег је спомињала на њиховом састанку пре много година; она одговара да јесте, али да то ничему није довело и да и даље повремено размишља о Китаруу.
Наслов приче потиче од песме Битлса "Yesterday" и како се Танимура, када је чује, сети Китаруовог разиграног погрешног превођења стихова на „Кансај дијалекат“.

### „Самостални орган"
Танимура прича о једном тренутку у свом животу када је редовно играо сквош са др Токаијем, педесетдвогодишњим естетским хирургом и нежењом који никада није живео дуго са неком женом или се, пак, заљубио у жену. Уместо тога, излази са удатим или посвећеним женама јер не жели да ступи у озбиљну везу ни са ким. Међутим, у последњих осамнаест месеци, развио је осећања према тридесетшестогодишњој удатој мајци и пита Танимуру за савет. Током њиховог разговора, Токаи помиње како га мучи питање: „Ко сам ја на овом свету?“ и препричава причу о јеврејском лекару који је изгубио све осим живота у Аушвицу и како је то могао бити он. Токаи такође примећује да први пут у животу осећа бес.
Токаи изненада престаје да долази у теретану убрзо након тога и тек два месеца касније Танимура сазнаје за Токаијеву смрт од његовог канцеларијског асистента Готоа; договарају се да се састану и разговарају о Токаију. Гото прича како је доктор изненада променио навике на послу: одавао је другачију ауру него раније. Након што је Токаи престао да се појављује на послу, Гото постаје забринут и одлази у Токаијев стан и налази га слабог и прикованог за кревет. Сазнаје да је Токаи одустао од живота након што је жена коју он воли напустила и њега и свог мужа због трећег љубавника. Токаи, болестан од љубави и сломљеног срца, осуђује себе на спору смрт од анорексије . Гото на крају даје Танимури сквош рекет који је Токаи желео да он има и тражи од Танимуре да не заборави Токаија.
Наслов приче потиче од Танимуриног сећања на Токаијево запажање да жене имају „независан орган“ који им омогућава да лажу чисте савести.

### „Шехерезада"
У немогућности да изађе из свог стана, Хабара се за храну ослања на медицинску сестру коју назива „ Шехерезада “. Упркос томе што је удата и има децу, она га редовно посећује да би имала секс са њим; после сваке сесије, она му прича причу. Такође напомиње да је у претходном животу била лампуга и да се понекад сећа мора.
Током неколико сусрета, Шехерезада прича како је била лудо заљубљена у дечака из средње школе, толико да је неколико пута дискретно упадала у његову кућу помоћу скривеног кључа испод отирача током школских часова. Док је унутра гледала његове ствари, лежала на његовом кревету и „мењала“ своје ствари за његове, превише се плашила да не испадне провалник. Приликом прве две посете мења тампон за оловку, а затим три прамена сопствене косе за малу фудбалску значку. Приликом своје треће посете, она коначно украде једну од његових изношених кошуља. Сећајући се колико је била заљубљена у њега у то време, она тражи од Хабаре да поново има секс са њом; он сматра да је ова сесија страственија од било које друге.
По повратку на своју четврту провалу, Шехерезада примећује да су се браве промениле и невољно се враћа редовном школовању. На крају, она полако заборавља дечака, али током школе за медицинске сестре, поново је видела дечака кроз дечакову мајку. Приметивши да је вече пред њима, она каже Хабари да ће му испричати околности током следеће посете. Жељан, али опрезан, он пристаје, али те ноћи у кревету брине се да је више никада неће видети.

### „Кино"
Кино, уз помоћ своје тетке у пензији, одлучује да отвори бар након што открије да га жена вара. У почетку се нико не појављује осим мачке, коју он пушта да остане на неодређено време. Недељу дана касније, мистериозни човек, Камита, почиње да посећује бар јер сматра да је ова установа умирујуће место за читање. Нешто касније, две муштерије изазивају галаму и Кино их замоли да оду. Они реагују претећи, али Камита инсистира да оду, а они се према њему понашају крајње непријатељски. Три муштерије излазе напоље, а недуго затим се враћа Камита и каже да ти људи више неће узнемиравати Кина.
Недељу дана касније, Кино примећује одређену жену која често посећује бар, али овом приликом њен мушки пратилац је одсутан; она га занима због њихове заједничке наклоности према џезу. Након што су сви отишли, она му открива своје тело; има много ожиљака, резултат опекотина од цигарета. Након тога имају секс целе ноћи у Киновој спаваћој соби на спрату.
Након што је његов развод окончан, његова жена долази у његов бар да реши неколико преосталих нерешених ствари. Она му се извинила, али Кино не може ни да разуме значење тог извињења. Нешто касније, мачка нестаје и не враћа се; уместо тога почињу да се редовно појављују змије. Зове тетку за савет, а она сугерише да би то могао бити знак. Камита се враћа и говори му да је радио за његову тетку и инсистира да привремено затвори бар и оде на пут у потрагу за душом. Током свог путовања, види људе срећне који раде свакодневни посао и пита се о свом животу. Током ноћи када примети да му чудно куцају на врата, помири се са тим да много дуго живи у апатији.

### „Заљубљени Самса"
Грегор Самса (лик из дела „Метаморфоза" Франца Кафке) се буди у спаваћој соби двоспратнице, сигуран ко је, али није сигуран у околину. Гладан је, па силази у кухињу. Храна је већ припремљена на трпези, па он поједе све. Тада примети да је го, па претражује кућу док не нађе одећу.
Када зазвони звоно, он отвара врата и угледа младу, грбаву браварку која каже да је дошла да поправи браву у кући. Оклевајући, он јој каже да је потребно поправити једну браву у соби на спрату. Док су причали, Самса примећује да није у стању да разуме неке од уобичајених речи које она користи. Када му она каже да треба да однесе браву својој браварској породици на даљу поправку, он је пита зашто тако често окреће руку. Каже да јој је грудњак неудобан; док му то говори, примећује да има видљиву ерекцију. Увређена, она га презире пре него што он каже да нема појма шта се дешава. Пре него што је отишла, он је пита да ли би могла да се врати како би разговарали, пошто он не зна где се налази. Она каже да можда то може учинити када му врати браву, пре него што се врати назад својој породици у окупирани Праг.

### „Мушкарци без жене"
Неименовани наратор прима телефонски позив усред ноћи и говоре му да је његова бивша љубавница, коју он назива М, извршила самоубиство, а позивалац је био М-ин муж. Он је јако тешко прихватио ову вест.
Наратор прича како замишља себе да упознаје М када су имали четрнаест година. Тражи од ње гумицу на часу, а она своју поломи на пола и даје му комад; овај сусрет му прија срцу. Затим му сломи срце бежећи са морнарима који обећавају да ће јој показати свет. Он је јури, али никада не успе да је сустигне.
Заправо, он ју је познавао тек око две године, виђали су се само неколико пута месечно. Она воли музику у лифтовима и увек пушта "A summer place" када имају секс. Он напомиње да због њене смрти сада себе сматра другим најусамљенијим мушкарцем на свету, после њеног мужа. Он је такође у стању званом „Мушкарци без женe“, у периоду изненадне и интензивне беде након што мушкарац сазна за смрт вољене жене.